# Aba (Giappone)
Aba (阿波村, Aba-son) era un villaggio del Giappone a nord del distretto di Tomata, nella prefettura di Okinawa. Nel 2003 stimava una popolazione di 669 persone e si estendeva in un'area di 406,36 km2.
Il 28 febbraio del 2005 Aba è stata fusa insieme alla città di Kamo (anch'essa dal distretto di Tomata), alla città di Shōboku (dal distretto di Katsuta) ed alla città di Kume (dal distretto di Kume) nella città espansa di Tsuyama e non esiste più come comune autonomo.

## Geografia

### Comuni confinanti
- Prefettura di Okayama
  - Kamo
- Prefettura di Tottori
  - Tottori
  - Chizu

## Educazione
Ci sono due scuole ad Aba:
- Scuola elementare di Aba
- Scuola media di Kamo (una scuola elementare media integrata)

## Infrastrutture e trasporti

### Strade
- Strade prefettizie
  - Strada prefettizia 117 di Okoyama (Gomasugaeri-Yodo)
  - Strada prefettizia 118 di Okoyama (Kamo-Mochigase)

## Luoghi degni di nota
Cascate Nondaki